# Майоліно Бізаччіоні
Майоліно Бізаччіоні (італ. Maiolino Bisaccioni; 1582, Феррара — 8 червня 1663, Венеція) — італійський історик 17 ст., автор «Історії громадянських війн останнього часу» — циклу монографій про соціальні й національно-визвольні рухи в європейських країнах середини XVII ст. (Англії, Італії, Франції та ін.).
На основі використання багатого фактичного матеріалу відтворив об'єктивну панораму суспільно-політичної боротьби народів за власні свободи й привілеї (у світлі тогочасної «проромантичної» концепції). Найбільшу увагу в «Історії громадянських війн…» Бізаччіоні приділив дослідженню революції в Англії (1640—1660) та національно-визвольній боротьбі в Україні, значна частина якої входила тоді до складу Польщі. Вперше в історіографії створив монографію про національну революцію 1648—1676 років в Україні. У ній відзначив жорстоке гноблення селян і козаків з боку польської знаті й короля як одну з причин повстання, підкреслював всеукраїнський, національно-визвольний і конфесійний характер боротьби; змалював Богдана Хмельницького талановитим державним діячем, полководцем, політиком і дипломатом.